# Mengganti
Mengganti is een bestuurslaag in het regentschap Sijunjung van de provincie West-Sumatra, Indonesië. Mengganti telt 1279 inwoners (volkstelling 2010).